# Tocane-Saint-Apre
Tocane-Saint-Apre is een gemeente in het Franse departement Dordogne (regio Nouvelle-Aquitaine). De plaats maakt deel uit van het arrondissement Périgueux. Tocane-Saint-Apre telde op 1 januari 2022 1.757 inwoners.

## Geografie
De oppervlakte van Tocane-Saint-Apre bedraagt 32,35 km², de bevolkingsdichtheid is 54 inwoners per km² (per 1 januari 2019).
De onderstaande kaart toont de ligging van Tocane-Saint-Apre met de belangrijkste infrastructuur en aangrenzende gemeenten.

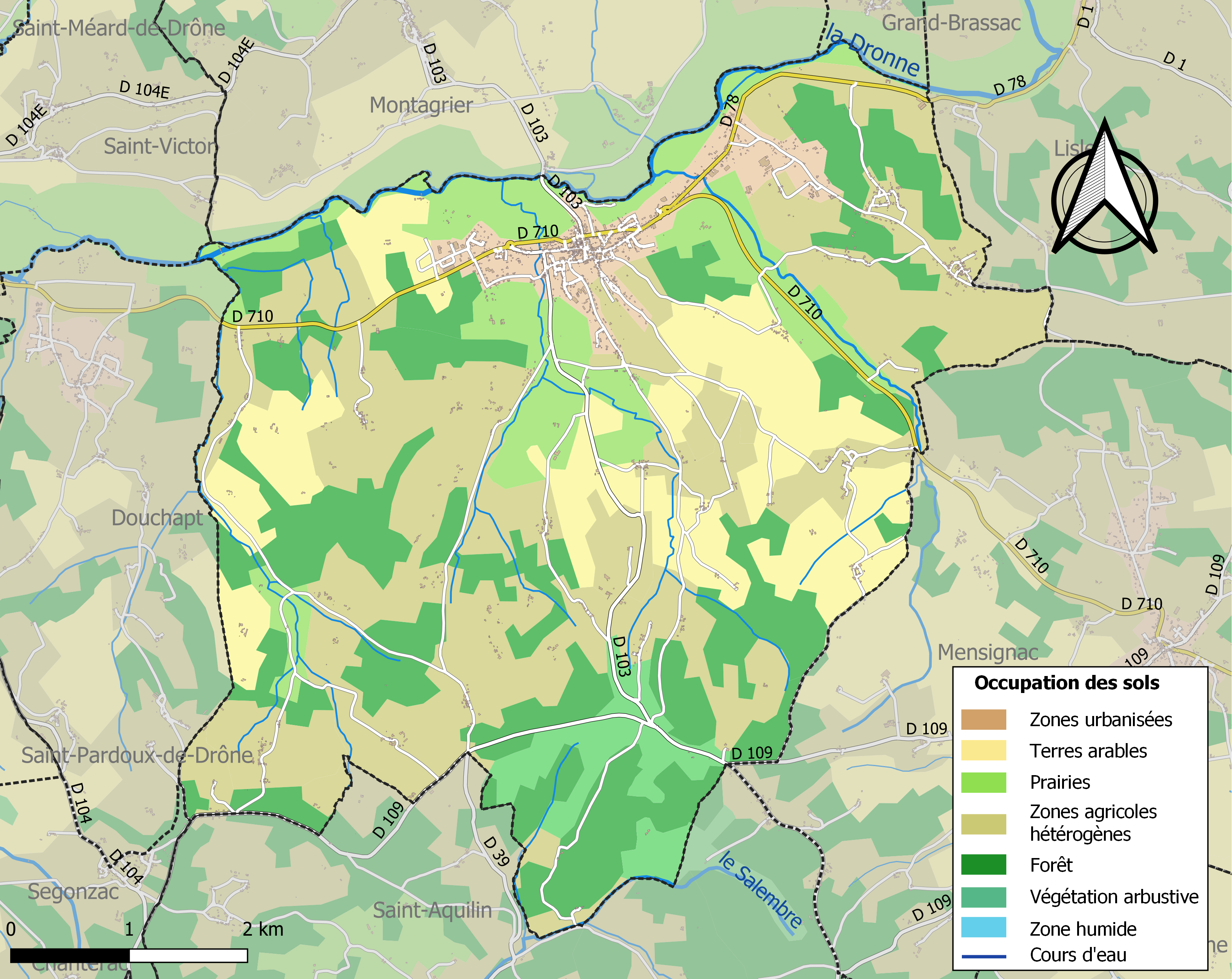

## Demografie
Onderstaande figuur toont het verloop van het inwonertal (bron: INSEE-tellingen).